# Dibden Purlieu
Dibden Purlieu ([ˌdɪbdɛn ˈpɝːliuː]) est un village  situé au bord de la New Forest dans le  Hampshire, en Angleterre. Le village est contigu avec la ville voisine de Hythe. Il appartient à la paroisse civile de Hythe et Dibden.
La population approximative est d'environ 4 000 habitants. Le service régulier d'autobus Blue Star assure le lien le plus rapide avec la ville de Southampton.

## Histoire
Dibden Purlieu était dans la paroisse de Dibden, appelée Deepdene dans le Domesday Book de 1086, dene étant un mot de Vieil anglais signifiant la vallée. Purlieu est un mot normand-français qui signifie la périphérie d'une forêt, un « endroit exempt de lois forestières ». Dans ce cas particulier, Dibden Purlieu était une terre retirée de la New Forest au XIVe siècle, lorsque les limites de la forêt ont été établies vers 1300. Le roi a revendiqué certains droits sur la région et les activités des forestiers ont provoqué un grand ressentiment dans la population.
Jusque dans les années 1950, Dibden Purlieu était un petit village à côté du village de Dibden, mais l'expansion de la raffinerie de Fawley a entraîné une demande plus importante de maisons pour les ouvriers. Hythe et Dibden Purlieu ont été autorisés à s'étendre devenant une petite ville.
En 1983, la paroisse a été renommée. Dibden Purlieu fait maintenant partie de la paroisse de Hythe et Dibden.

## Résidents notables
Richard Eurich RA OBE (officier dans l'ordre de l'Empire britannique), artiste de guerre de l'Amirauté à partir de 1941.
Ron Lane, sculpteur de faune sur bois.

## Écoles
Dibden Purlieu a deux grandes écoles secondaires : Noadswood School et Applemore College. Totton College a également un petit campus dans le village, spécialisé dans les services d'éducation des adultes.
L'enseignement primaire est dispensé à Wildground, dans l'avenue Armitage. L'école primaire a ouvert ses portes sur ce site en 1962, avec les locaux des maternelles deux ans plus tard. Auparavant, l’école avait occupé un logement temporaire sur Lunedale Road, et utilisera plus tard les locaux du Women's Institute Hall adjacent. 
Le village abrite également les écoles séparées Orchard Infant et Orchard Junior sur Water Lane, à côté du complexe de l'école Noadswood.

## Jumelage
Mauves-sur-Loire (France)